# Resurrection Blvd.
Resurrection Blvd.  è una serie televisiva statunitense in 53 episodi trasmessi per la prima volta nel corso di 3 stagioni dal 2000 al 2002.

## Trama
A  Los Angeles East, California, i Santiago hanno avuto tre generazioni di pugili all'interno della famiglia. Essi continuano la loro battaglia per diventare campioni di pugilato mentre lottano con le difficoltà legate alle loro scelte di vita e alle tradizioni di famiglia.

## Personaggi
- Yolanda Santiago (53 episodi, 2000-2002), interpretato da	Ruth Livier.
- Alex Santiago (53 episodi, 2000-2002), interpretato da	Nicholas Gonzalez.
- Ruben Santiago (53 episodi, 2000-2002), interpretato da	Daniel Zacapa.
- Victoria Santiago (53 episodi, 2000-2002), interpretata da	Marisol Nichols.
- Miguel Santiago (53 episodi, 2000-2002), interpretato da	Mauricio Mendoza.
- Roberto Santiago (53 episodi, 2000-2002), interpretato da	Tony Plana.
- Carlos Santiago (47 episodi, 2000-2002), interpretato da	Michael DeLorenzo.
- Poliziotto (20 episodi, 2001-2002), interpretato da	Frank C. Williams.
- Jack Mornay (12 episodi, 2000-2001), interpretato da	Ray Wise.
- Boxer (9 episodi, 2000-2001), interpretato da	Paul Moncrief.
- Tommy Corrales (8 episodi, 2000-2002), interpretato da	Douglas Spain.
- Olivia Solano (8 episodi, 2001-2002), interpretata da	Jacqueline Pinol.
- Lawrence Hill (8 episodi, 2001), interpretato da	Leon.
- Paco Corrales (7 episodi, 2000-2002), interpretato da	Esai Morales.
- Joey 'The Rock' Manelli (7 episodi, 2000-2001), interpretato da	Lawrence Monoson.
- Sheri (7 episodi, 2001-2002), interpretata da	Devika Parikh.
- Bobby Davis (6 episodi, 2000-2002), interpretato da	Glynn Turman.
- Peter Terrano (6 episodi, 2000), interpretato da	Nestor Carbonell.
- Sulinda Serrano (5 episodi, 2000-2001), interpretata da	Kamala Lopez.
- Carmen De La Cruz (5 episodi, 2000), interpretata da	Alexandra Barreto.
- Boxer (5 episodi, 2000), interpretato da	Seth Adam Jones.
- Washburn (5 episodi, 2002), interpretato da	Yorgo Constantine.
- Paulie (4 episodi, 2000-2001), interpretato da	Paul Rodriguez.
- Salvador Cabrera (4 episodi, 2000), interpretato da Jorge-Luis Pallo.
- Jorge (4 episodi, 2001-2002), interpretato da	Adam Rodríguez.

## Produzione
La serie, ideata da Dennis E. Leoni, fu prodotta da Viacom Productions e girata a Los Angeles in California. Le musiche furono composte da Joseph Julián González.

### Registi
Tra i registi della serie sono accreditati:
- John Behring (10 episodi, 2000-2002)
- Jesús Salvador Treviño (9 episodi, 2000-2001)
- Nancy Malone (4 episodi, 2000-2002)
- Norberto Barba (3 episodi, 2000-2001)
- Jeremy Kagan (3 episodi, 2000)
- Michael DeLorenzo (2 episodi, 2001-2002)
- Dennis E. Leoni (2 episodi, 2001-2002)
- Tony Plana (2 episodi, 2001-2002)
- Camilo Vila

## Distribuzione
La serie fu trasmessa negli Stati Uniti dal 2000 al 2002 sulla rete televisiva Showtime. In Italia è stata trasmessa dal 18 aprile 2006 su Rai Due con il titolo Resurrection Blvd..
Alcune delle uscite internazionali sono state:
- negli Stati Uniti il 26 giugno 2000 (Resurrection Blvd.)
- in Ungheria il 4 marzo 2005 (Latin pofonok)
- in Italia (Resurrection Blvd.)

## Episodi
| Stagione         | Episodi | Prima TV USA | Prima TV Italia |
| ---------------- | ------- | ------------ | --------------- |
| Prima stagione   | 20      | 2000-2001    | 2006            |
| Seconda stagione | 20      | 2001         |                 |
| Terza stagione   | 13      | 2002         |                 |